# رافائل آربالو
رافائل آربالو (اسپانیایی: Rafael Arévalo‎؛ زاده ۴ ژوئیهٔ ۱۹۸۶) یک تنیس‌باز حرفه‌ای اهل السالوادور است.